# What If
«What If» (с англ. — «Что, если…») — песня российской певицы Дины Гариповой, с которой она представила Россию на конкурсе песни «Евровидение 2013». Композиция создана шведскими продюсерами Габриэлем Аларесом и Йоакимом Бьорнбергом в соавторстве с российским музыкантом, бывшим бас-гитаристом группы «Автограф» Леонидом Гуткиным.

## Список композиций
| №  | Название                    | Длительность |
| -- | --------------------------- | ------------ |
| 1. | «What If»                   | 3:04         |
| 2. | «What If» (Karaoke version) | 3:05         |

## Обвинения в плагиате
После премьеры песни некоторые интернет-издания сообщили о возможном плагиате и заимствовании авторами фрагментов чужих произведений, в частности указывается на сходство с песней Сары Коннор «Skin On Skin». Также куплет российской конкурсной песни напоминает песню польской певицы Госи Анджеевич «Pozwol żyć», а припев — песню группы All Time Low «Painting Flowers», песню Брайана Кеннеди «All Over The World» и композицию группы Hear'Say «Carried Away».

## Позиции в чартах
| Чарт (2013)                                | Наивысшая позиция |
| ------------------------------------------ | ----------------- |
| Бельгия/Фландрия (Ultratip Bubbling Under) | 59                |
| Германия (GfK)                             | 78                |
| Нидерланды (Single Top 100)                | 51                |
| Швейцария (Schweizer Hitparade)            | 75                |
| Великобритания (UK Singles Chart)          | 161               |